# 孤独な関係
『孤独な関係』（こどくなかんけい、From the Terrace）は1960年のアメリカ合衆国の映画。
監督はマーク・ロブソン。出演はポール・ニューマンやジョアン・ウッドワードなど。

## キャスト

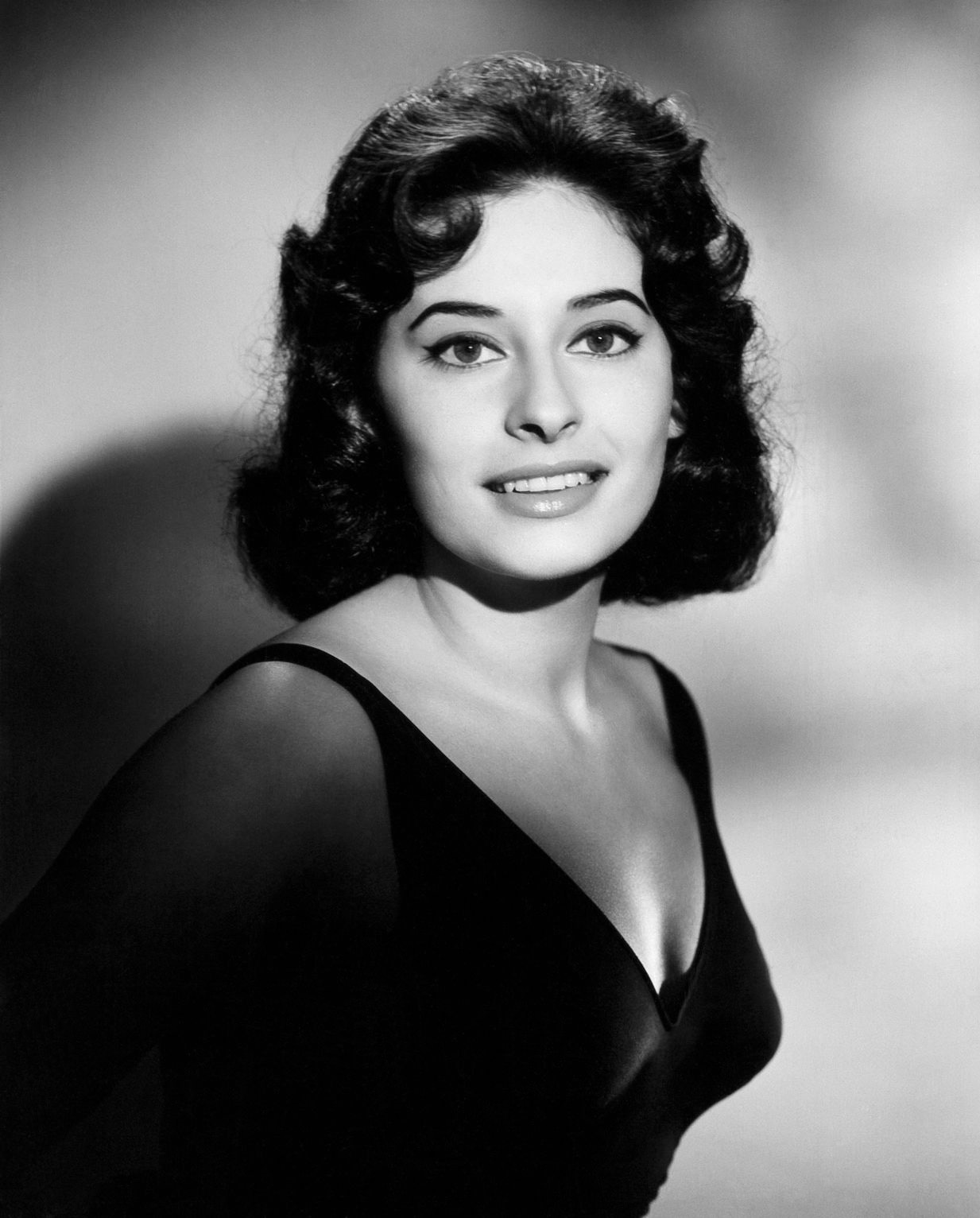
イナ・バリン

※括弧内は日本語吹替（初回放送1972年4月30日『日曜洋画劇場』）
- アルフレッド：ポール・ニューマン（川合伸旺）
- メアリー：ジョアン・ウッドワード（里見京子）
- ナタリー：イナ・バリン（渋沢詩子）
- マーサ：マーナ・ロイ
- サミュエル：レオン・エイムス
- セージ：エリザベス・アレン（沢田敏子）
- クレミー：バーバラ・イーデン
- レックス：ジョージ・グリザード
- ジム：パトリック・オニール
- ジェームズ：フェリックス・アイルマー
- フリッツ：レイモンド・グリーンリーフ
- ジョージ：マルコム・アタベリー
- ジョン：レイモンド・ベイリー
- ラルフ：テッド・デ・コルシア
- クレイトン：ハワード・ケイン

## スタッフ
- 監督・製作：マーク・ロブソン
- 原作：ジョン・オハラ
- 脚本：アーネスト・レーマン
- 撮影：レオ・トーヴァー
- 編集：ドロシー・スペンサー
- 音楽：エルマー・バーンスタイン
- 日本語版演出：山田悦司
- 日本語版制作：グロービジョン